# ویلند (ماساچوست)
ویلند، ماساچوست
ویلند (به انگلیسی: Wayland) شهرکی در شهرستان میدلسکس ایالت ماساچوست می‌باشد که در سال ۱۷۸۰ بنیان‌گذاری شده‌است. این شهرک در سرشماری سال ۲۰۱۰ میلادی، ۱۲٬۹۹۴ نفر جمعیت داشته‌است.